# 26Y busz (Debrecen)
A debreceni 26Y busz a Vincellér és az Auguszta között közlekedett ugyanúgy, mint a 26-os busz, annyi különbséggel, hogy a 26Y kitérőt tesz a TEVA Gyógyszergyárhoz, emiatt a menetidő 2 perccel nő. A járatot megszüntették.

## Járművek
A viszonylaton Alfa Cívis 12 csuklós buszok közlekednek.

## Útvonala
Megegyezik a 26-ossal, annyi különbséggel, hogy míg a 26-os az Auguszta felé haladva a Pallagi útról a Móricz Zsigmond útra kanyarodik, addig a 26Y továbbmegy a Pallagi úton, megáll a Gyógyszergyárnál, visszafordul és úgy fordul rá a Móricz Zsigmond útra. Visszafelé (mivel nem érinti a Pallagi utat) az útvonala a 26-osével megegyezik.

## Megállóhelyei
Ugyanott áll meg, ahol a 26-os annyi különbséggel, hogy a Szociális otthon  után megáll a Pallagi úton és a Gyógyszergyárnál, ezután újból a 26-os útját folytatja.

### Vincellér utca – Gyógyszergyár-Auguszta
| idő | megállóhely neve      | átszállási kapcsolatok                   |
| --- | --------------------- | ---------------------------------------- |
| 0   | Vincellér utca        | 12, 19, 24, 25, 25Y, 26, 30, 41, 41Y, 45 |
| 1   | Sárvári Pál utca      | 19, 24, 25, 25Y, 26, 30                  |
| 2   | Holló László sétány   | 19, 24, 25, 25Y, 26, 30                  |
| 4   | Gyepűsor utca         | 17, 17A, 17Y, 24, 25, 25Y, 26, 46        |
| 5   | Dorottya utca         | 17, 17A, 17Y, 24, 25, 25Y, 26, 46        |
| 7   | Kishegyesi út         | 12, 17, 17A, 17Y, 24, 25, 25Y, 26, 45    |
| 9   | Hatvan utca           | 10, 10Y, 13, 14, 20, 26, 32              |
| 10  | Pásti utca            | 10, 10Y, 13, 14, 20, 26, 32              |
| 12  | Kölcsey központ       | 10, 10Y, 13, 14, 20, 26, 32              |
| 15  | Honvéd utca           | 10, 10Y, 13, 14, 20, 26                  |
| 17  | Egyetem sugárút       | 10, 10Y, 13, 14, 26                      |
| 18  | Nagy Lajos Király tér | 10, 10Y, 13, 14, 26                      |
| 19  | Egyetem tér           | 10, 10Y, 13, 14, 26                      |
| 21  | Debreceni egyetem     | 10, 10Y, 12, 13, 24, 26 3E               |
| 22  | Klinikák              | 10, 10Y, 12, 13, 24, 26 3E               |
| 23  | Szociális otthon      | 10, 10Y, 12, 13, 16, 26                  |
| 24  | Móricz Zsigmond út    | 10, 10Y, 26                              |
| 25  | Pallagi út            | 10, 10Y, 12, 13, 16                      |
| 26  | Gyógyszergyár         | 10, 10Y, 12, 16                          |
| 27  | Auguszta              | 10, 10Y, 26                              |

## Járatsűrűség
Lásd mint 26-os busz.